# Themiste neimaniae
Themiste neimaniae är en stjärnmaskart som först beskrevs av Murina 1976.  Themiste neimaniae ingår i släktet Themiste och familjen Themistidae. Inga underarter finns listade i Catalogue of Life.